# Lista gmin w stanie Nayarit

Lokalizacja stanu Nayarit na mapie Meksyku

Gminy stanu Nayarit oznaczone kodami Meksykańskiego Instytutu Statystycznego

Meksykański stan Nayarit składa się z 20 gmin (hiszp. municipios).
| INEGI (kod statystyczny) | Nazwa gminy          | Siedziba władz       | Liczba ludności |
| ------------------------ | -------------------- | -------------------- | --------------- |
| 001                      | Acaponeta            | Acaponeta            | 34 665          |
| 002                      | Ahuacatlán           | Ahuacatlán           | 14 114          |
| 003                      | Amatlán de Cañas     | Amatlán de Cañas     | 10 392          |
| 004                      | Bahía de Banderas    | Valle de Banderas    | 83 739          |
| 005                      | Compostela           | Compostela           | 62 925          |
| 006                      | El Nayar             | Jesús María          | 30 551          |
| 007                      | Huajicori            | Huajicori            | 10 651          |
| 008                      | Ixtlán del Río       | Ixtlán del Río       | 25 713          |
| 009                      | Jala                 | Jala                 | 16 071          |
| 010                      | La Yesca             | La Yesca             | 12 025          |
| 011                      | Rosamorada           | Rosamorada           | 32 217          |
| 012                      | Ruíz                 | Ruíz                 | 20 996          |
| 013                      | San Blas             | San Blas             | 37 478          |
| 014                      | San Pedro Lagunillas | San Pedro Lagunillas | 7155            |
| 015                      | Santa María del Oro  | Santa María del Oro  | 21 688          |
| 016                      | Santiago Ixcuintla   | Santiago Ixcuintla   | 84 314          |
| 017                      | Tecuala              | Tecuala              | 37 234          |
| 018                      | Tepic                | Tepic                | 336 402         |
| 019                      | Tuxpan               | Tuxpan               | 28 550          |
| 020                      | Xalisco              | Xalisco              | 42 893          |